# 牠 (電影)
《牠》（英語：It，或稱作）是一部2017年美國超自然恐怖片，由安迪·馬希提執導，查斯·帕瑪、凱瑞·福永與蓋瑞·道柏曼共同負責撰寫劇本。電影改編自史蒂芬·金的1986年同名小說《牠》。故事描述七名少年遭到「牠」盯上，而陷入各自的恐懼之中；金給予該故事的主題為「記憶、童年創傷，以及隱藏在傳統小鎮價值觀背後的醜陋。」
電影主演包括比爾·史柯斯嘉、傑登·里柏赫、傑瑞米·雷·泰勒、蘇菲亞·莉莉絲、芬恩·沃夫哈德、懷特·歐雷夫、裘森·賈布斯、傑克·狄倫·葛雷瑟與尼可拉斯·漢彌頓。正式拍攝於2016年6月27日在加拿大的多倫多開始，並於9月21日結束拍攝。《牠》的故事發生地圍繞於安大略的希望港、奧沙華與多倫多的里弗代爾。
《牠》的發行商為華納兄弟和新線影業，並定於2017年9月8日在美國上映。

## 劇情
1988年十月，緬因州德利鎮，結巴少年比爾·丹柏因感冒在家休養時，為他的七歲弟弟喬治折一艘紙船。喬治穿黃色雨衣獨自在傾盆大雨的郊區中玩耍，但紙船卻被水沖入下水道裏。喬治前去查看時突然發現裏面有一個小丑，其自我介紹名叫「跳舞小丑潘尼懷斯」。潘尼懷斯通過紙船誘使喬治伸手進去拿，一瞬間張開血盆大口咬斷喬治的右手臂，最後將他拖入下水道裏消失無蹤。
隔年1989年六月，除了喬治以外已有更多本地小孩失蹤，警方於每晚七點後實施宵禁。比爾跟他的三位好友瑞奇·托茲、史丹利·尤瑞斯和艾迪·卡斯布拉克迎接暑假同時，試圖躲避到處霸淩他人的亨利·鮑爾斯和他的三個跟班。比爾依然被喬治失蹤的陰影所困擾，造成他和悲痛欲絕的父母疏離，但比爾一直堅信弟弟還活著，於是於一年下來屢次去調查及尋找，而他這次決定帶領他的好友前去沼澤荒地的下水道口去查看。另一邊，一位新搬來小鎮的男孩班·漢斯康因為沒什麼朋友，因此悶在圖書館閱讀小鎮歷史，得知德利鎮自從建城起就發生過無數起不明原因的悲劇和小孩失蹤。班離開圖書館不久就受到亨利等人的暴力襲擊，翻身滾下山丘逃亡至沼澤後巧遇比爾等人而得救。鮑爾斯幫的一員派翠克獨自跟到下水道裏尋找班時，誤入潘尼懷斯的領地而被殘忍殺害。
比爾等人幫班包紮傷口時巧遇貝芙莉·馬許，一位被濫交男孩之謠言所困擾的女孩，貝芙莉加入他們一份子後，馬上引起比爾和班的注意。隨後，他們聯合拯救一名正在被亨利等人霸淩的自學生麥克·韓洛，拉攏他成為團隊一份子。他們如今自稱「魯蛇俱樂部」，所有人都坦誠他們近期遇過各種形式的恐怖靈體：班於圖書館看到過一名無頭小孩、貝芙莉於自家浴室中遭遇鮮血噴泉、艾迪見到一名患病且全身腐爛的病人、史丹利看見一副恐怖畫作跳出至現實、麥克遇見自己因火災喪生的父母求救、而比爾也看到極為真實的喬治之幻影。而所有景象都來自一名拿著紅色氣球、吃小孩為生的邪惡小丑潘尼懷斯、又稱「牠」；通過班的調查結果發現，牠每隔27年則會在小鎮作亂一次後再次進入休眠，並推測出牠行動都是靠小鎮四通八達的下水道系統。
當潘尼懷斯透過投影機驚嚇眾人後，比爾決定前去位於下水道源頭正上方的一座令人毛骨悚然的廢屋。其他人因別無選擇而跟從比爾一同進入，但途中因走散而各自受到襲擊；艾迪摔至一樓使手臂骨折，懼怕小丑的瑞奇被關入一間滿是小丑娃娃的房間中暈頭轉向。比爾救出瑞奇後逃到一樓，制止潘尼懷斯襲擊艾迪。當潘尼懷斯用喬治一事來嘲諷比爾時，貝芙莉拿鋼筋刺穿潘尼懷斯的頭，雖然沒成功殺死牠，但也迫使牠撤退至地下室的一口井中消失。受驚的眾人開始起內鬨，最後除了比爾和貝芙莉以外，其他人都決定放棄抵抗，集體返回各自的生活中。
幾星期後，長期受父親虐待的貝芙莉鼓起勇氣將父親重擊頭部昏倒，但潘尼懷斯很快將她抓走。為了拯救貝芙莉，比爾集合俱樂部全員後回到廢屋水井裡一探究竟。但這時，亨利被潘尼懷斯誘惑而逼入瘋狂，殺死他的暴力父親後跟到廢屋裏襲擊眾人，但麥克也鼓起勇氣反擊他，使亨利墜入深不見底的井裡。眾人於水井連通的下水道深處找到潘尼懷斯的巢穴，發現裡面堆滿腐朽的馬戲團器具以及失蹤小孩的物品，空中還漂浮著所有失蹤小孩的屍體。眾人剛好發現貝芙莉處於緊張狀態浮在空中，眾人將她救下來後發現她昏迷不醒，班靠當眾吻她後才將她喚醒至現實。比爾找到斷手的喬治，但發覺他是潘尼懷斯偽裝，拿麥克的螺栓槍打中牠的頭。潘尼懷斯現型後抓比爾做人質來威脅其他人立即離開，而其他人拒絕拋棄朋友，重新建立起友情並攻破恐懼聯合攻擊牠。
因為恐懼不再起作用，無計可施的潘尼懷斯自行跳入下水道深處消失，比爾認為牠這次休眠則會餓死。所有浮在空中的屍體全部落至地面，比爾找到喬治生前的雨衣後，最終接受弟弟已死的事實，放聲哭泣並得到夥伴們的安慰。事後，貝芙莉供述她於緊張階段時曾經預見過她們一夥成年後會再次聚在一起對抗潘尼懷斯，而魯蛇俱樂部全員立下血誓，他們長大後會回到德利鎮共同對抗並消滅惡靈。史丹利、瑞奇、艾迪、麥克和班說再見後解散，而貝芙莉對比爾說她隔天就要搬去波特蘭和姑姑住在一起，兩人分離前，比爾最終對貝芙莉表白並親吻她。

## 演員
- 傑登·里柏赫 飾演 威廉·「比爾」·丹柏（英语：Bill Denbrough）：一位講話結巴卻相當勇敢的少年，足智多謀、對朋友重情重義，得以讓他成為「魯蛇俱樂部」（Losers' Club）的領袖，由於弟弟於一年前的失蹤，此後一直想盡辦法想找到他。[19][20][21]

- 比爾·史柯斯嘉 飾演 牠／跳舞小丑潘尼懷斯：一個古老、跨維度的小丑邪靈，每隔二十七年則會甦醒一次，透過穿梭於下水道而在德利鎮作亂，抓走各處小孩並將其作為食物吃掉，每個小孩心中的恐懼是他的最大武器。[22][23]

- 傑瑞米·雷·泰勒（英语：Jeremy Ray Taylor） 飾演 班傑明·「班」·漢斯康（Benjamin "Ben" Hanscom）：新搬來小鎮的新學生，體形肥胖、但富有責任感與才華。由於在學校沒什麼朋友，因此只喜歡一人埋頭讀書，對向他示好的貝芙莉富有好感，儘管深知她心有所屬。[24][25]

- 蘇菲亞·莉莉絲 飾演 貝芙莉·「貝貝」·馬許（英语：Beverly Marsh）：一位被濫交謠言纏身的女孩，有時會抽煙。不但因此被學校其他女生捉弄以外，在家裡還經常受父親精神上的性虐待，但她助人為樂與勇敢開朗的個性使她成為俱樂部一份子。[26]

- 芬恩·沃夫哈德 飾演 李察·「瑞奇」·托茲（英语：Richie Tozier）：比爾的摯友，帶著眼鏡。俱樂部中的話癆，個性幽默、嘴巴不停歇地開玩笑，喜歡將一件事情講個不停，使他經常惹禍上身。[27][24]

- 懷特·歐雷夫（英语：Wyatt Oleff） 飾演 史丹利·「史丹」·尤瑞斯（Stanley "Stan" Uris）：猶太人，俱樂部一員，身為拉比之子，但他對宗教沒有太深的興趣，因此念宗教經文時常會吃力，導致他總是被父親羞辱。[27][28]

- 裘森·賈布斯（英语：Chosen Jacobs） 飾演 麥可·「麥克」·韓洛（Michael "Mike" Hanlon）：一位在家自學的黑人男孩，父親生前是屠夫，死於一場火災，導致他做事情總是畏畏縮縮。學校的局外人，是俱樂部中最晚加入的成員。[29]

- 傑克·狄倫·葛雷瑟 飾演 艾德華·「艾迪」·卡斯布拉克（英语：Eddie Kaspbrak）：俱樂部一員，一位體弱多病的男孩，疑病症較重，隨身帶著一系列藥品，總是被他的母親過度保護和約束。[27][30]

- 尼可拉斯·漢彌頓（英语：Nicholas Hamilton） 飾演 亨利·鮑爾斯（Henry Bowers）：一名仗勢欺人的反社會少年，校園和小鎮中的暴戾惡霸，帶領由惡霸組成的「鮑爾斯幫」（Bowers Gang）；但他最懼怕當警察的暴力父親。[31][32]

- 傑克森·羅伯·史考特 飾演 喬治·「小喬」·丹柏（英语：Georgie Denbrough）：比爾的弟弟，一位天真無邪的七歲男孩，不幸死於潘尼懷斯之手，他的死間接促成接下來發生的種種事情。[33]

其他配角包括歐文·提格飾演派翠克·霍克斯塔德（Patrick Hockstetter），鮑爾斯幫的成員，心理變態的惡霸，喜歡用噴霧加打火機當武器。羅根·湯普森（Logan Thompson）飾演維克多·「維克」·克里斯（Victor "Vic" Criss），鮑爾斯幫的成員，一頭金髮，其實是見亨利勢力大才投靠他。傑克·辛姆（Jake Sim）飾演瑞傑德·「貝奇」·哈金斯（Reginald "Belch" Huggins），鮑爾斯幫的成員，持有一輛跑車讓幫派在小鎮各處放肆，惡霸中性格較為理性克制。史蒂芬·威廉斯飾演利羅伊·韓洛（Leroy Hanlon），麥克的祖父，在鎮上經營一間屠房，要求麥克。史蒂芬·博格特（Stephen Bogaert）飾演艾文·馬許（Alvin Marsh），貝芙莉的父親，生性暴力、佔有欲強烈，只要稍有不順就會虐待女兒。傑佛瑞·龐賽特（Geoffrey Pounsett）飾演柴克·丹柏（Zack Denbrough），比爾和小喬兄弟倆的父親，因不想讓家人陷入悲傷與讓比爾也遭遇危險，很早就放棄尋找小兒子的下落。茉莉·艾金森（Molly Atkinson）飾演索妮亞·卡斯布拉克（Sonia Kaspbrak），艾迪患有精神疾病的控制狂母親，用“安慰劑”方法來保護兒子。
梅根·查本提爾飾演葛蕾塔·基恩（Gretta Keene），小鎮藥局店長之女，在校常帶頭欺負貝芙莉，但也有不為人知的溫柔一面。喬·波斯迪克（Joe Bostick）飾演葛蕾塔的父親，小鎮藥店的店長。史都華·休斯飾演奧斯卡·「布奇」·鮑爾斯（Oscar "Butch" Bowers），亨利的父親，德利鎮警長，經常仗著官階對兒子實施精神上暴力虐待。阿瑞·科恩飾演史丹利的父親，小鎮猶太教堂的拉比，對孩子要求嚴格。傑維爾·伯特飾演驚嚇艾迪的麻風病人，作為潘尼懷斯的化身之一。塔圖姆·莉（Tatum Lee）飾演驚嚇史丹利的女子畫像，同樣是潘尼懷斯的化身。

## 發行
《牠》被排於2017年9月8日在美國上映。2017年3月7日，史蒂芬·金宣布電影的標題為《Part 1 – The Losers' Club》。

### 評價
《牠》獲得了多數正面的評價。在爛蕃茄網站上，根據355條評論而得到了85%的新鮮度，平均得分7.24 / 10；該網站共識：「良好的表現、惡魔般的可怕與以情感影響的故事為核心。《牠》放大了史蒂芬·金經典故事中的恐怖，而沒有失去其核心上的觸及。」。在Metacritic上，其得分達69。據CinemaScore調查，觀眾在A+至F間的評價落在「B+」。
2023年8月，爛番茄將本片列名為「100部最佳2010年代恐怖片」排行榜第45名。

### 票房
在美國和加拿大，《牠》與《911絕命電梯》、《愛情齡距離》共同上映和競爭，外界預估《牠》在首週末能獲得5000萬至6000萬美元的票房。在上映前一週，首週末的預估值提高至6000萬至7000萬美元，如果口碑好的話有機會開得更高。該片將在4103間戲院放映，成為R級電影的最高戲院數（超越了《羅根》於3月的4071間）。在上映的前幾天，《牠》打破了Fandango的預售記錄（超越了《鬼入鏡3》（2011年）的紀錄），成為史上最高的恐怖片預售額，同時也在該網站於9月的預售前三名的紀錄（超越了《薩利機長：哈德遜奇蹟》（2016年）的紀錄）。《牠》在美國週四晚間的首映獲得了1350萬美元的票房，這打破了R級的恐怖片的紀錄（超越了2016年電影《惡棍英雄：死侍》（1260萬美元）的紀錄）。由於該片在週四的突出表現，使得Deadline.com透露，有些分析家甚至將週末的預估值提高至9000萬美元。《牠》在首映當天票房達5100萬美元（包括週四的票房），使首週末的票房預估值提升至1億美元；儘管該表現勝過《惡棍英雄：死侍》（4730萬美元），但仍輸給《鬼入鏡3》（5260萬美元）。該片於美國首週末票房收入達1.172億美元，成為了9月上映的恐怖片中的最高紀錄，同時也是R級電影的第二高首週末成績（僅次於《惡棍英雄：死侍》的1.344億美元）。《綜藝》和Deadline都認為，如果不是颶風艾瑪使佛羅里達州近50%的戲院關閉營業，那《牠》的首週末票房成績應該會更高，而這也佔了美國總票房的5%。
台灣方面，首週四天票房為新台幣4035萬元；最終全台票房為新台幣1.16億元。
| 上一届： 《殺手保鑣》         | 2017年美國週末票房冠軍 第36-37週 | 下一届： 《金牌特務：機密對決》 |
| 上一届： 《紅衣小女孩2》      | 2017年台北週末票房冠軍 第36-37週 | 下一届： 《金牌特務：機密對決》 |
| 上一届： 《我和我的冠軍女兒》 | 2017年香港週末票房冠軍 第38週    | 下一届： 《金牌特務：機密對決》 |

## 爭議
2016年10月，據報導，有人在南卡羅萊納州格林維爾目擊到穿著邪惡小丑裝的人現身，當時一名9歲男孩告訴母親，兩名穿著小丑的可疑男子試圖將他引誘到附近的樹林中。在該事件發生後，有人認為是羅伯·殭屍電影《31》的病毒式行銷一部分。格林維爾的警察局局長肯·米勒向記者表示，調查人員不確定這些目擊是否和《31》有關。有人懷疑這是否也和新線影業的《牠》有關，但新線影業發聲明表示，該小丑目擊事件絕與新線無關。

## 榮譽
| 獎項和提名   | 獎項和提名   | 獎項和提名 | 獎項和提名     | 獎項和提名 | 獎項和提名           |
| 獎項         | 頒獎日期     | 類別       | 提名人或得獎人 | 結果       | 參考                 |
| ------------ | ------------ | ---------- | -------------- | ---------- | -------------------- |
| 黃金預告片獎 | 2017年6月6日 | 最佳恐怖獎 | 《牠》         | 獲獎       | [ 54 ] [ 55 ] [ 56 ] |

## 續集
2017年9月25日，新線影業和華納兄弟公司宣布，續集定於2019年9月6日推出。編劇之一的蓋瑞·道柏曼也已簽約回歸編劇。

## 外部連結
- 官方网站
- 互联网电影数据库（IMDb）上《牠》的资料（英文）
- Box Office Mojo上《牠》的資料（英文）
- 爛番茄上《牠》的資料（英文）
- Metacritic上《牠》的資料（英文）
- AllMovie上《牠》的资料（英文）
- 開眼電影網上《牠》的資料（繁體中文）
- 时光网上《牠》的資料（简体中文）
- 豆瓣电影上《牠》的資料 （简体中文）